# Max Michels
Max Michels (* 16. Januar 1874 in Stavenhagen; † 5. August 1925 in Bad Kleinen) war ein deutscher Autor niederdeutscher Sprache.
Max Michels war das neunte Kind des jüdischen Schneidermeisters Bernhardt Michels († 16. November 1888) und dessen Ehefrau Täube Fränkel. Max besuchte die Schule in Stavenhagen und begann im Alter von 15 Jahren eine Kaufmannslehre in Parchim. Aus gesundheitlichen Gründen wählte er 1896 die Ortschaft Marnitz als Wohnsitz und gründete hier ein Manufakturgeschäft. 1911 beendete er seine Kaufmannstätigkeit, zog nach Bad Kleinen und widmete sich ausschließlich der plattdeutschen Schriftstellerei. 1913 trat er der Plattdeutschen Gilde in Schwerin bei.
Max Michels starb im Alter von 51 Jahren in Bad Kleinen an einem Herzschlag. Er wurde nach Stavenhagen überführt und auf dem dortigen jüdischen Friedhof begraben.

## Schriften
- Spaß un Irnst. Gedichte, 1910
- De nige Schaulmamsell. Lustspiel, 1922
- Möllers-Mudder. Lustspiel, 1924
- Hinrick un de Hamburger Reis. Lustspiel, 1926